# 拉勒夫
拉勒夫（法語：Lalœuf，法語發音：[lalœf]）是法国默尔特-摩泽尔省的一个市镇，位于该省南部，属于南锡区。

## 地理
拉勒夫（48°27'54"N, 6°0'43"E）面积10.88 平方千米，位于法国大東部大區默尔特-摩泽尔省，该省份为法国东北部内陆省份，是洛林的一部分，北邻比利时、卢森堡，北起顺时针与摩泽尔省、下莱茵省、孚日省和默兹省接壤。
与拉勒夫接壤的市镇（或旧市镇、城区）包括：巴蒂尼、多尔库尔、法维耶尔、热洛库尔、戈维莱、奥涅维尔、托雷-利奥泰、维特雷。

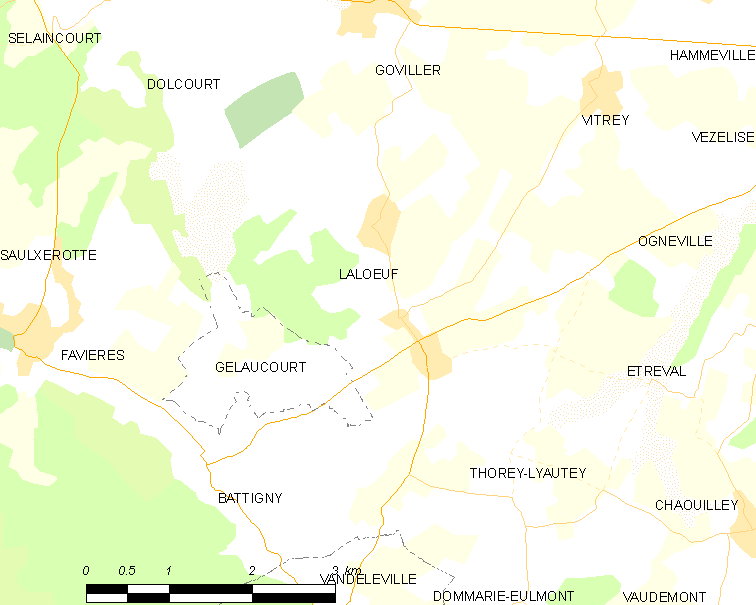
拉勒夫的OSM定位图

拉勒夫的时区为UTC+01:00、UTC+02:00（夏令时）。

## 行政
拉勒夫的邮政编码为54115，INSEE市镇编码为54291。

## 政治
拉勒夫所属的省级选区为梅讷欧桑图瓦县。

## 人口

1962-2008年间拉勒夫人口变化图示

拉勒夫于2022年1月1日时的人口数量为301人。